# Кибиз
Кибиз (баш. Кибеҙ) — горный хребет на Южном Урале. Находится на территории Мелеузовского района Башкортостана. Входит в состав национального парка «Башкирия».

## Характеристика
Кибиз относится к хребтам Башкирского (Южного) Урала.
Хребет растянулся субмеридионально в между рек Нугуша и Белой в Мелеузовском районе РБ.
Хребет состоит из двух частей — северной (длина 13 км, ширина 2 км.) и южной (длина 17 км, ширина 7 км.).
Выделяются 9 вершин высотой от 617—695 м.
Рельеф — плоские вершины с каменными россыпями.
Даёт начало реке Угуя (приток р. Нугуш).
Состоит из известняков нижнего карбона.
Ландшафты — широколиственно-темнохвойные леса на горных слабооподзоленных чернозёмных, дерново-аллювиальных почвах.
На западном склоне хребта Кибиз расположена самая длинная пещера Урала — Сумган-Кутук. Протяжённость пещеры составляет 9860 метров, глубина — 134 метра. Название пещеры переводится с башкирского: «сумган» — «нырнул», «кутук» — «колодец».